# 外商投资准入负面清单
外商投资准入特别管理措施（负面清单）簡稱外商投资准入负面清单，是2020年1月1日起施行的中华人民共和国外商投资法所确立的中華人民共和國外商投资管理模式。它是指中國政府对某些行业或领域的外国投资准入采取的特别行政措施。中国政府对负面清单之外的外国投资给予國民待遇。负面清单是由中华人民共和国国务院发布和批准。不在清单上的行业对所有企业开放投资，并且不需要中国政府的预先批准。负面清单的第一个试行版本于2016年在四个设有自由貿易園區的省级地区发布。2017年，負面清單被扩展到另外11个省市。一年后國務院发布了全国范围的負面清单。2019年11月22日，中国发布了2019年版的统一市场准入负面清单。它取代了以前的外国投资管理制度，即政府会指定某些行业为對外开放的行业，外国投资者只能参与對外开放的行业。2022年1月1日起，《外商投资准入特别管理措施（负面清单）（2021年版）》實行。其中規定境外投资者不得作为个体工商户、个人独资企业投资人、农民专业合作社成员，从事投资经营活动。此外取消乘用车制造外资股比限制，取消外商投资卫星电视广播地面接收设施及关键件生产的限制。